# Sekretærfugl
Sekretærfuglen (Sagittarius serpentarius) er en rovfugl. Den ligner dog ikke nogen af de øvrige rovfugle, og har også sin egen kategoriseringsfamilie.
Sekretærfuglen har en karakteristisk top, lange ben, korte tæer og en meget lang hale. Det er den største af rovfuglene med en højde på op til 1,2 meter. Dens vingefang når ud på imponerende 2 meter.
Den overvejende del af tiden går den på jorden, men det store vingefang gør den også til en god svæver.